# Fiat
 (транскр.  Фијат) италијански је произвођач аутомобила са седиштем у Торину. FIAT је скраћеница од итал. Fabbrica Italiana di Automobili Torino, што у преводу значи: „Италијанска фабрика аутомобила у Торину”. Основан је 11. јула 1899. године под именом итал. Società Anonima Fabbrica Italiana Automobili Torino. Прва фабрика је отворена 1900. у Корсу Данте са 150 запослених где су произвели 24 аутомобила са 3 обртаја и 12 КС. Фијатов лого је дизајнирао Бискарети 1904. Фијат се 1908. проширио и изван Италије и тако био доступан у Немачкој и у САД.
Данас је Фијат највећи произвођач аутомобила у Италији са широким спектром модела, као што су панда, пунто, браво, идеа, крома или добло. Фабрика аутомобила Застава из Крагујевца је многе моделе производила по лиценци, нпр. Застава 750/850 познатији као Фића такође Застава 101/Скала 55, а најновији модел по лиценци Фијата јесте Застава 10. Фијат групација контролише и друге познате произвођаче аутомобила: Ланча, Алфа Ромео, Аутобјанки, Иноченти, Абарт и Мазерати.

## Актуелни модели
- Фијат 124 спајдер (2016)
- Фијат 500 (2007)
- Фијат 500Л
- Фијат 500X
- Фијат палио
- Фијат панда
- Фијат гранде пунто
- Фијат типо (2015)
- Фијат вијађо
- Фијат добло
- Фијат идеа

## Ранији модели
непотпун попис модела
- Фијат типо
- Фијат уно
- Фијат 126
- Фијат 127
- Фијат 128
- Фијат 130
- Фијат 131
- Фијат 132
- Фијат албеа
- Фијат аргента
- Фијат дино
- Фијат сеиченто
- Фијат пунто
- Фијат регата
- Фијат браво/брава
- Фијат барчета
- Фијат стило
- Фијат линеа
- Фијат браво (2007)
- Фијат мултипла
- Фијат темпра
- Фијат мареа
- Фијат крома
- Фијат фримонт